# 시민결합

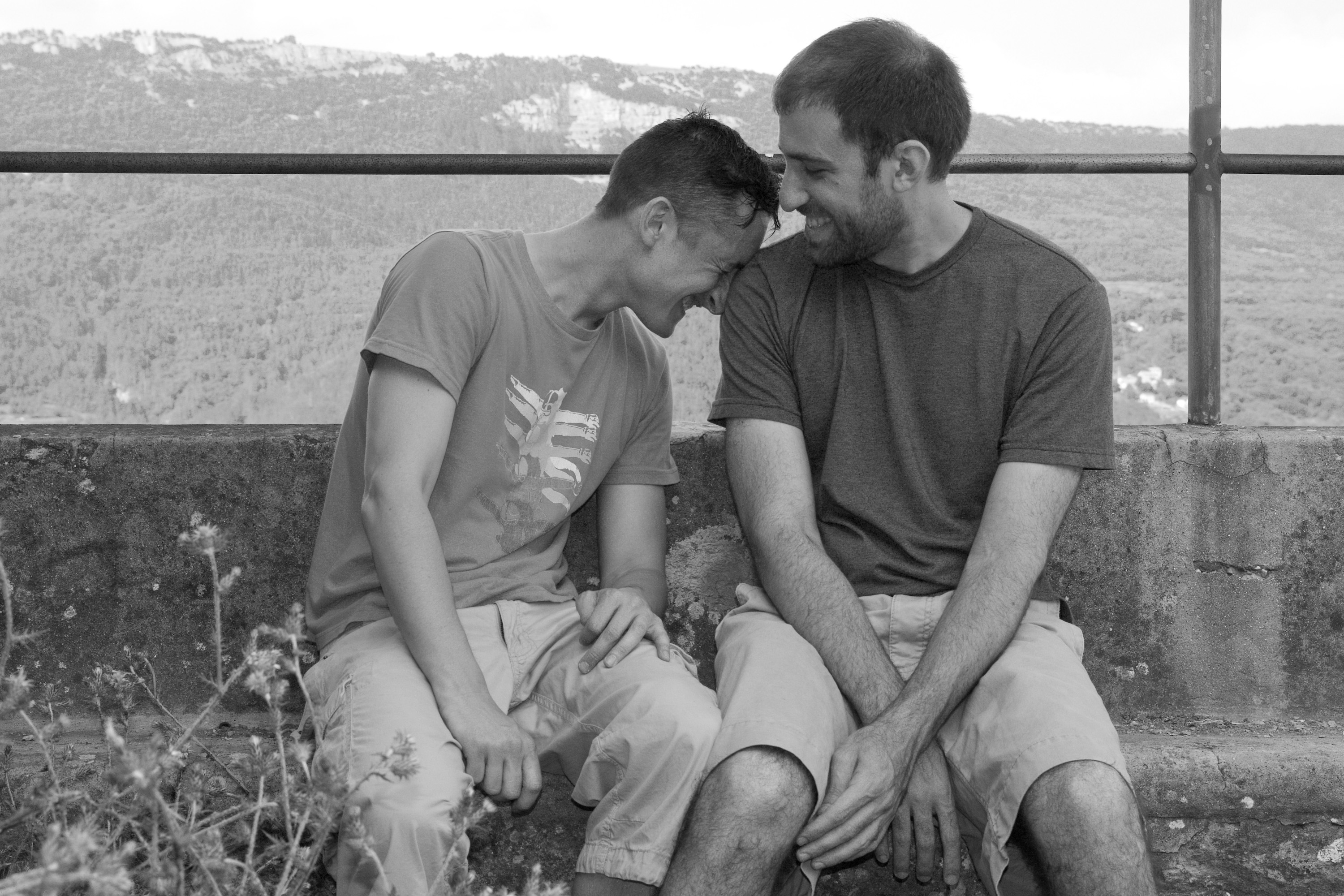
크로아티아의 게이 커플, 시민적인 동반자 관계는 허용하지만 동성 결혼은 허용하지 않는다.

시민결합(市民結合, 영어: civil union) 또는 생활동반자관계(生活同伴者關係, 영어: civil partnership)는 결혼과 유사한 가족제도이다. 혼인 관계에 준하여 배우자로서의 권리와 상속, 세제, 보험, 의료, 입양, 양육 등의 법적 이익이 일부 혹은 온전히 보장된다. 이혼보다 결합의 해소가 자유롭다.

## 용어
시민결합 제도는 국제적으로 확고히 정해진 기준과 규격이 없기 때문에 명칭 또한 언어, 국가, 지역, 법안별로 상이하다. 시민동반자관계(Civil partnership), 등록된 동반자관계(Registered partnership), 가정동반자관계(Domestic partnership), 생활동반자관계(Life partnerships), 중요관계(Significant relationships), 상호수혜관계(Reciprocal beneficiary relationships), 성인상호의존관계(Adult interdependent relationship), 관습법적 혼인(Common-law marriage), 시민연대계약(Civil solidarity pacts) 등 다양한 명칭이 존재한다. 서로 다른 명칭 만큼이나, 심지어 같은 명칭으로 불리더라도, 제도별로 보장해주고 있는 권리와 의무 또한 그 정도가 각기 다르다.

## 역사
시민결합 제도는 본래 20세기 말 LGBT 인권의 신장과 함께 사회의 동성결혼 허용 요구에 대한 정치적 대체제로서 탄생하였으며, 지금은 종종 동성결혼 제도로 발전하기 위한 일종의 디딤돌 또는 과도기적 현상으로 여겨지고 있다. 세계 최초의 시민결합은 1989년 덴마크에서 시작하여, 이후 뉴질랜드, 우루과이, 프랑스, 미국의 버몬트주 등 세계 여러 나라에 도입되었다. 이성 간에만 허가되는 시민결합 제도는 2002년 브라질에서 처음 입법하였으나 9년 후 동성커플에게도 허용하였다. 2014년 11월 현재 약 20여개 국가에서 시민결합제도를 운영 중이다.
2020년 10월에는 역대 카톨릭 교황으로서는 처음으로 프란치스코 교황이 다큐멘터리 《프란치스코》의 인터뷰에서 동성 커플에 대한 법적 보호의 필요성을 강조하며 시민결합 제도를 지지하는 입장을 밝혔다.

## 비판

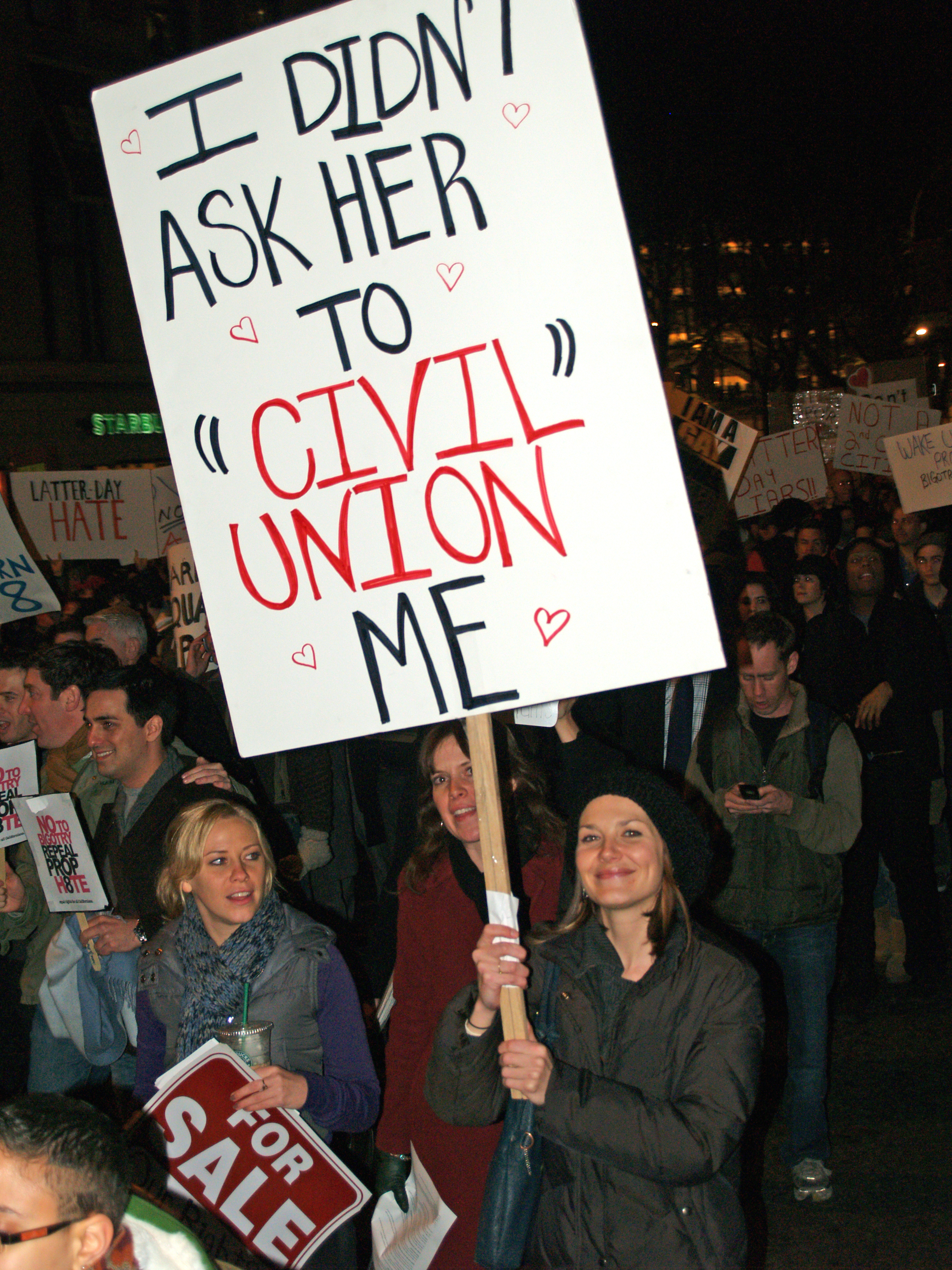
한 시위자가 뉴욕시에서 캘리포니아 주의 주민발의안 8호에 대한 반대 시위를 하고 있다.

시민결합 제도는 동성 커플에게 별도의 분리된 제도를 강요하는 '분리하되 평등(separate but equal)' 정책의 일종이라는 비판을 받고 있다.
동성결혼 지지자들은 시민결합 제도로 동성 커플을 이성 커플과 별도의 다른 법으로 등록·인정하는 것은 이성 커플에 비해 열등하게 취급하는 것으로 평등 원칙에 어긋나며, 시민결합 제도가 결혼과 정확히 동일한 것이라면 굳이 별도의 제도를 따로 둬야 할 이유가 없다고 주장한다. 일각에서는 이성 커플에게도 시민결합 제도를 허용하는 것은 시민결합 제도가 동성애자들에 대한 제2의 아파르트헤이트라는 비판을 피하기 위한 제도적 꼼수라고 비난하기도 한다.
특히 '결혼'이라는 용어 대신 '결합', '관계', '계약' 등의 용어를 사용함으로써 동성애 커플의 가족 관계를 마치 '사랑이 없는 일종의 사업적 계약'처럼 취급하고 있다는 비판이 계속 제기되고 있다. 또, 시민결합을 등록하거나 공인받은 커플이 시민결합 제도에 대하여 생소한 제3자에게 자기들의 가족 관계를 설명하기 위해서는 결국 동성결혼과 유사한 제도로 설명해야 한다는 점도 지적되고 있다.

## 같이 보기
- 동성결혼
- 가족
- 사실혼